# Liste der Baudenkmäler in Bernhardswald
Auf dieser Seite sind die Baudenkmäler in der Oberpfälzer Gemeinde Bernhardswald zusammengestellt. Diese Tabelle ist eine Teilliste der Liste der Baudenkmäler in Bayern. Grundlage ist die Bayerische Denkmalliste, die auf Basis des Bayerischen Denkmalschutzgesetzes vom 1. Oktober 1973 erstmals erstellt wurde und seither durch das Bayerische Landesamt für Denkmalpflege geführt wird. Die folgenden Angaben ersetzen nicht die rechtsverbindliche Auskunft der Denkmalschutzbehörde.

## Baudenkmäler nach Ortsteilen

### Bernhardswald
| Lage                           | Objekt                             | Beschreibung | Akten-Nr.             | Bild                               |
| ------------------------------ | ---------------------------------- | --- | --------------------- | ---------------------------------- |
| Mittelweg 4 (Standort)         | Ehemalige Schlosskapelle Hl. Kreuz | profaniert, eingeschossiger Mansardwaldmbau mit Apsis und Dachreiter mit Zwiebelhaube, 17. Jahrhundert, Anbau 1954 | D-3-75-119-3 Wikidata | Ehemalige Schlosskapelle Hl. Kreuz |
| Zum Alten Schloss 1 (Standort) | Ehemaliges Schloss                 | zweigeschossiger und giebelständiger Satteldachbau mit Treppengiebel und Treppenhausanbau, 18. Jahrhundert         | D-3-75-119-1 Wikidata | weitere Bilder                     |

### Adlmannstein
| Lage                                              | Objekt                                              | Beschreibung                                                                            | Akten-Nr.             | Bild                        |
| ------------------------------------------------- | --------------------------------------------------- | --------------------------------------------------------------------------------------- | --------------------- | --------------------------- |
| Altenthanner Straße 1 (Standort)                  | Ehemalige Schlosswirtschaft                         | zweigeschossiger Walmdachbau. 18. Jahrhundert                                           | D-3-75-119-4 Wikidata | Ehemalige Schlosswirtschaft |
| Am Ellbach; Im Burghof 5; Im Burghof 8 (Standort) | Reste der Ring- und Zwingmauern der ehemaligen Burg | Granitbruchstein, 14. Jahrhundert; z. T. durch die Wohnhäuser Nr. 21 und 211/2 überbaut | D-3-75-119-5 Wikidata | weitere Bilder              |

### Hackenberg
| Lage                          | Objekt                                   | Beschreibung | Akten-Nr.             | Bild |
| ----------------------------- | ---------------------------------------- | --- | --------------------- | ---- |
| Am Schlossgewend 6 (Standort) | Wohnhaus über Resten der ehemaligen Burg | zweigeschossiger und traufständiger Satteldachbau mit Kniestock und Putzgliederungen, wohl 18./19. Jahrhundert, teilweise modern ausgebaut | D-3-75-119-6 Wikidata | BW   |

### Hauzendorf
| Lage                    | Objekt  | Beschreibung | Akten-Nr.             | Bild           |
| ----------------------- | ------- | --- | --------------------- | -------------- |
| Schlossgut 1 (Standort) | Schloss | zweigeschossiger Vierflügelanlage mit Walmdächern, Zwiebeldachreiter und Kapelle im Erdgeschoss mit romanischer Apsis, 18. Jahrhundert, Innenhof 1950 geschlossen; mit Ausstattung; Mauer mit Torbogen. 18. Jahrhundert: Ökonomiegebäude, winkelförmiger Satteldachbauten mit Ställen und Stadel, Ständerbauten, 18./19. Jahrhundert; Ehemaliges Brauhaus, zweigeschossiger und traufständer Massivbau mit Satteldach und Kniestock, 2. Hälfte 19. Jahrhundert | D-3-75-119-7 Wikidata | weitere Bilder |

### Kreuth
| Lage                | Objekt          | Beschreibung                                         | Akten-Nr.             | Bild |
| ------------------- | --------------- | ---------------------------------------------------- | --------------------- | ---- |
| Kreuth 3 (Standort) | Altes Forsthaus | eingeschossiger Mansarddachbau mit Halbwalm, um 1800 | D-3-75-119-9 Wikidata | BW   |

### Kürn
| Lage                                      | Objekt                                     | Beschreibung | Akten-Nr.              | Bild                                       |
| ----------------------------------------- | ------------------------------------------ | --- | ---------------------- | ------------------------------------------ |
| Am Schloßberg 1 (Standort)                | Ehemaliges Benefiziatenhaus                | zweigeschossiger und traufständiger Halbwalmdachbau, 19. Jahrhundert | D-3-75-119-11 Wikidata | BW                                         |
| Römerstraße 6 (Standort)                  | Katholische Loretokirche Mariä Heimsuchung | Saalbau mit abgewalmtem Satteldach, Pilastergliederung, Vorzeichen und verschindeltem Giebeldachreiter mit Zwiebelhaube, 1700/01 als Lorettokapelle erbaut, Chor 1850; mit Ausstattung                                                           | D-3-75-119-10 Wikidata | Katholische Loretokirche Mariä Heimsuchung |
| Römerstraße 24; Schlossplatz 1 (Standort) | Figur des hl. Sebastian auf Säule          | Sandstein, wohl 19. Jahrhundert | D-3-75-119-27 Wikidata | Figur des hl. Sebastian auf Säule          |
| Schlossplatz 1; Römerstraße 24 (Standort) | Schloss                                    | Walmdachbau, zweigeschossige Mehrflügelanlage mit Walmdächern, übergiebeltem Mittelrisalit und Putzgliederungen, im Kern 1698, 1826 nach Brand von 1825 klassizistisch überformt; mit Ausstattung; Mauerreste der Burg Kürn, 12./13. Jahrhundert | D-3-75-119-12 Wikidata | weitere Bilder                             |
| Schlossplatz 4 (Standort)                 | Ehemalige Posthalterei                     | heute Gasthof zur Post, zweigeschossiger Walmdachbau mit rückwärtigem Anbau, 17./18. Jahrhundert | D-3-75-119-13 Wikidata | BW                                         |

### Lambertsneukirchen
| Lage                             | Objekt                              | Beschreibung | Akten-Nr.              | Bild           |
| -------------------------------- | ----------------------------------- | --- | ---------------------- | -------------- |
| Hauzendorfer Straße 2 (Standort) | Katholische Pfarrkirche St. Lambert | Saalbau mit eingezogenem Chor und verschindeltem Dachreiter mit Zwiebelhaube, gotisch, 14./15. Jahrhundert, 1732 umgebaut; mit Ausstattung | D-3-75-119-15 Wikidata | weitere Bilder |

### Lichtenberg
| Lage                      | Objekt                                                                    | Beschreibung | Akten-Nr.              | Bild           |
| ------------------------- | ------------------------------------------------------------------------- | --- | ---------------------- | -------------- |
| In Lichtenberg (Standort) | Katholische Nebenkirche und ehemalige Burgkapelle St. Johannes der Täufer | Saalbau mit eingezogener Apsis und verschindeltem Zwiebeldachreiter, gotisch, Apsis 1734; mit Ausstattung; mit untertägigen Resten der Befestigungsmauer und Graben der um 1160 erbauten Burg | D-3-75-119-16 Wikidata | weitere Bilder |

### Parleithen
| Lage                    | Objekt                                | Beschreibung | Akten-Nr.              | Bild           |
| ----------------------- | ------------------------------------- | --- | ---------------------- | -------------- |
| Parleithen 3 (Standort) | Katholische Filialkirche St. Leonhard | traufständiger Saalbau mit eingezogenem Chor und Dachreiter mit verblechter Zwiebelhaube, vor 1525, erweitert 1770 (bezeichnet 1751), an der Südseite eingemauertes Steinkreuz mit Ritzzeichnung, wohl spätmittelalterlich; mit Ausstattung | D-3-75-119-18 Wikidata | weitere Bilder |

### Pettenreuth
| Lage                       | Objekt                                    | Beschreibung | Akten-Nr.              | Bild                 |
| -------------------------- | ----------------------------------------- | --- | ---------------------- | -------------------- |
| Am Kirchberg 1 (Standort)  | Katholische Pfarrkirche Mariä Himmelfahrt | Saalbau mit eingezogenem Chor und Flankenturm, 1738 (bezeichnet) von Georg Weigenthaller, Turm gotisch; mit Ausstattung | D-3-75-119-19 Wikidata | weitere Bilder       |
| Hauptstraße 22 (Standort)  | Ehemaliges Pfarrhaus                      | zweigeschossiger und gestelzter Walmdachbau mit Segmentbogenöffnungen, 1795 | D-3-75-119-20 Wikidata | Ehemaliges Pfarrhaus |
| Kürner Straße 8 (Standort) | Ehemaliger Pfarrhof                       | Pfarrhaus, mächtiger zweigeschossiger Walmdachbau mit Putzgliederung, 1795, im Kern wohl 1678; Stallstadel, verbretterte Ständerkonstruktion, bezeichnet mit "1797"; südlich anschließend Schweinestall, erdgeschossiger Massivbau mit Satteldach, um 1900, im Kern älter; Einfriedung, Bruchsteinmauer, 19. Jahrhundert | D-3-75-119-29          | BW                   |

### Plitting
| Lage                             | Objekt      | Beschreibung                                                               | Akten-Nr.              | Bild |
| -------------------------------- | ----------- | -------------------------------------------------------------------------- | ---------------------- | ---- |
| Goppeltshofer Holzweg (Standort) | Feldkapelle | giebelständiger Satteldachbau, 19. Jahrhundert; am Weg zur Plittinger Höhe | D-3-75-119-21 Wikidata | BW   |

### Wieden
| Lage                | Objekt              | Beschreibung                       | Akten-Nr.              | Bild |
| ------------------- | ------------------- | ---------------------------------- | ---------------------- | ---- |
| Wieden 3 (Standort) | Ehemaliger Pfarrhof | zweigeschossiger Walmdachbau, 1783 | D-3-75-119-23 Wikidata | BW   |

### Wolfersdorf
| Lage                                  | Objekt      | Beschreibung                                             | Akten-Nr.              | Bild        |
| ------------------------------------- | ----------- | -------------------------------------------------------- | ---------------------- | ----------- |
| Wolfersdorf 14, 14 a, 14 b (Standort) | Toreinfahrt | zwei Pfeiler mit Vasenaufsätzen, Granit, Rokoko, um 1780 | D-3-75-119-24 Wikidata | Toreinfahrt |

### Wulkersdorf
| Lage                        | Objekt             | Beschreibung | Akten-Nr.              | Bild               |
| --------------------------- | ------------------ | --- | ---------------------- | ------------------ |
| Asanger Straße 1 (Standort) | Ehemaliges Schloss | zweigeschossiger Walmdachbau, Ende 18. Jahrhundert, im Kern älter, an der Südseite Rundbogenportal, wohl 16. Jahrhundert; Stallgebäude über winkelförmigem Grundriss mit Halbwalm- und Walmdach, 18. Jahrhundert | D-3-75-119-26 Wikidata | Ehemaliges Schloss |

## Ehemalige Baudenkmäler
In diesem Abschnitt sind Objekte aufgeführt, die früher einmal in der Denkmalliste eingetragen waren, jetzt aber nicht mehr. Objekte, die in anderem Zusammenhang also z. B. als Teil eines Baudenkmals weiter eingetragen sind, sollen hier nicht aufgeführt werden. Aktennummern in diesem Abschnitt sind ehemalige, jetzt nicht mehr gültige Aktennummern.

| Lage                          | Objekt     | Beschreibung                                                                                      | Akten-Nr.              | Bild |
| ----------------------------- | ---------- | ------------------------------------------------------------------------------------------------- | ---------------------- | ---- |
| Reiting Reiting 39 (Standort) | Bauernhaus | eingeschossiger und traufständiger Wohnstallbau mit Satteldach und Zwerchhäusern, 19. Jahrhundert | D-3-75-119-22 Wikidata | BW   |